# James Justinian Morier

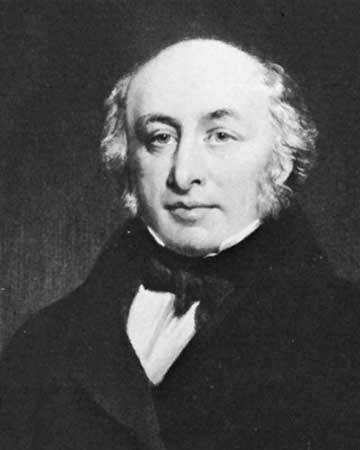
James Justinian Morier.

James Justinian Morier, född 1780 i Smyrna, död den 19 mars 1849 i Brighton, var en engelsk romanförfattare och reseskildrare.
Morier, som tillhörde en från franska Schweiz inflyttad familj, inträdde tidigt på den diplomatiska banan och gjorde längre resor i Orienten. Åren 1810–1816 var han brittiskt sändebud vid persiska hovet. Utom reseskildringarna A journey through Persia, Armenia and Asia minor (1812) och A second journey through Persia (1818) skrev Mourier åtskilliga romaner om livet i Österlandet. Bäst anses The adventures of Hajji Baba of Ispahan (1824; svensk översättning "Haji Baba från Ispahan", 1825), jämte fortsättningen The adventures of Hajji Baba of Ispahan in England (1828; "Hadji Babas från Ispahan äfventyr i Europa", 1830) vara. Vidare kan nämnas Zohrab the hostage (1832; "Zohrab", 1834) och Ayesha (1834; "Ayesha, eller den sköna flickan i Kars", 1836).